# Zvonimir Lepetić
Zvonimir "Zvonko" Lepetić (Berane, 17. studenoga 1928. – Split, 4. siječnja 1991.), bio je hrvatski kazališni, filmski i televizijski glumac.

## Životopis
Zvonimir Lepetić, jedan od najposebnijih karakternih glumaca hrvatskog i jugoslavenskog filma. Snimio je više od sedamdeset filmova i TV serija, te dobio niz značajnih priznanja i nagrada. Kazališnu je karijeru započeo u Zadarskom kazalištu (danas Hrvatska kazališna kuća Zadar). Brat je glumca Joze Lepetića.

## Filmografija (izbor)
- Družba Pere Kvržice (1970.)
- U gori raste zelen bor (1971.) - Jura
- Kuda idu divlje svinje (1971.) - šofer Ljubo
- Mreže (1972.) - drug iz konobe
- Živjeti od ljubavi (1973.) - Vinko
- Predstava Hamleta u Mrduši Donjoj (1973.) - Mile
- Čovik i po (1974.) - Marko
- Deps (1974.) - Kauboj
- Hitler iz našeg sokaka - Zare (1975.)
- Kapelski kresovi (1975. – 1976.)
- Izjava - Tomov kolega u tvornici (nepotpisan) (1976.)
- Ludi dani (1977.) - Jure Franić
- Akcija stadion (1977.) - stožernik Rubac
- Mećava (1977.) - Toma
- Letači velikog neba (1977.) - bačvar
- Okupacija u 26 slika (1978.) - Gavran
- Bravo maestro (1978.) - Vinko Katunić
- Punom parom (1978.)
- Povratak (1979.)
- Novinar (1979.) - majstor Zvonko
- Jelenko (1980.) - Komašin
- Nevolje jednog Branimira (1981.) - inspektor
- Visoki napon (1981.) - Đuro
- Samo jednom se ljubi (1981.)
- Tamburaši (1982.) - Đuka Šokac
- Inspektor Vinko (1984.) - kupac stana
- Balkanski špijun (1984.) - Đura Čvorović
- Ljubavna pisma s predumišljajem (1985.) - Maks
- Misija majora Atertona (1986.) - četnički vojvoda Spasoje Dakić
- Putovanje u Vučjak (1986. – 1987.) - Pantelija Crnković
- Život radnika (1987.)
- Marjuča ili smrt - Marin (1987.)
- Azra (1988.)
- Večernja zvona (1988.)
- Tajna manastirske rakije (1988.)
- Braća po materi (1988.)
- Leo i Brigita - gospodin Čikotić (1989.)
- Donator - Johan Shultz (1989.)
- Čovjek koji je znao gdje je sjever a gdje jug (1989.)
- Krivda (1989.)
- Belle epoque (1990.)
- Gluvi barut (1990.)

## Vanjske poveznice
- Lepetić, Zvonimir (Zvonko) Hrvatska enciklopedija. LZMK (životopis)
- Lepetić, Zvonko (Zvonimir), Martina Kokolari i Bruno Kragić (2013.), hbl.lzmk.hr
- Moj TV.hr – Zvonimir Lepetić (filmografija)
- Filmovi.com - Zvonimir Lepetić (životopis i filmografija)
- IMDb.com – Zvonko Lepetić (životopis i filmografija) (engl.)